# Laira
Laira Omoto è un personaggio dei fumetti della DC Comics. Venne conosciuta inizialmente come una Lanterna Verde umanoide femminile di pelle viola e capelli ramati. Comparve per la prima volta in Green Lantern Corps Quarterly n. 6, nell'autunno 1993, nella storia da titolo, "What Price Honor?".

## Biografia del personaggio

### Primi anni
Nasce sul pianeta Jayd, nel settore spaziale 112. Venne addestrata da suo padre, Kentor Omoto come sostituta di un Guardiano dell'Universo: una Lanterna Verde del suo settore. Il suo addestramento si incentrava soprattutto sull'onore e la disciplina. Nel corso di questo periodo raggiunse un livello elevato nel padroneggiare le arti marziali. Nel tempo che passò con sua figlia, Kentor, si rese conto e non le nascose mai il fatto, che il consiglio che governava il loro pianeta, non stava gestendo gli eventi nel modo più adeguato. Kentor riteneva che regole imposte dal consiglio erano deboli e discutibili. Dopo la scomparsa di suo padre, avvenuta durante la Crisi sulle Terre infinite, e la proclamazione da parte dei Guardiani della sua scomparsa, Laira venne presa in considerazione per il posto di nuova Lanterna Verde del suo settore. Il suo istruttore fu Ke'Haan di Varva: il comandante in seconda di Kilowog, noto per la sua durezza nell'addestrare le reclute. Desiderosa di piacere al suo insegnante e di trovare in lui uno spirito gentile e pieno d'onore, Laira divenne la sua studentessa preferita.

### Lanterna Verde del settore 112
Per completare il suo addestramento, fu inviata nella città di X'ol, sul suo pianeta natale. La sua missione era quella di catturare il "Drago Dorato". Dopo essere arrivata al faccia a faccia con il suo obiettivo, questo si rivelò essere il suo presunto deceduto padre: Kentor Omoto. Kentor le descrisse il suo ritorno dalla Crisi sulle Terra Infinite verso il suo pianeta, dove gli anni passati ad osservare alla fine lo spezzarono. Era disgustato dalla gente di X'ol e incrociò la stessa linea etica di Sinestro. Utilizzando il suo anello del potere per influenzare il comportamento dei cittadini così come quello del consiglio in carica. Quando i Guardiani scoprirono le sue azioni, fu accusato di interferenza politica, gli fu tolto l'anello, e riportato su Jayd. Ovviamente, il consiglio di governo lo bandì una volta ritornato a casa. Avendo perso tutto, si creò l'identità del Dragone Dorato in modo da poter ricostruire X'ol a sua immagine. Laira comprese che suo padre stava mettendo in pericolo non solo X'ol, ma tutta Jayd, così iniziò a combatterlo, uscendone vincitrice. Kentor chiese a Laira di ucciderlo, in quanto l'onore esigeva il suo sangue per ciò che aveva fatto, ma lei si rifiutò: questo lo costrinse, come gli antichi Samurai, a commettere il suicidio rituale.
Completata la sua missione, Laira ritornò su Oa infuriata con i Guardiani per averle nascosto la vera natura della sua missione. I Guardiani, impressionati dalla sua lealtà e dalle sue abilità, la nominarono Lanterna Verde del suo settore e la integrarono nel Corpo. Come Lanterna Verde, Laira fu nota per essere la guerriera più feroce del Corpo, e la sua abilità nelle arti marziali era insuperabile. Era nota anche perché non guardava mai il suo obiettivo, in questo modo ogni attacco rappresentava per l'avversario un'azione imprevedibile. Grazie al tempo che passò con Ke'Haan, circolavano voci nel Corpo a proposito di una relazione tra i due, che andava oltre quello di semplici maestro e studentessa, nonostante Ke'Haan avesse una famiglia. Anche se svilupparono comunque tali sentimenti, tra di loro non successe mai nulla.

### Emerald Twilight ed oltre
Nel racconto, Green Lantern vol. 3 n. 49, dopo che Hal Jordan divenne malvagio, Laira e il suo mentore, Ke'Haan, si scontrarono contro l'ex collega, ma furono sconfitti dal suo enorme potere unito ad una rabbia quasi psicotica. Sia a lei che a Ke'Haan vennero strappati gli anelli e considerati come morti.
Fu successivamente salvata proprio da Hal Jordan e da Guy Gardner, dopo essere stati ostaggio dei Manhunters con le altre "Lanterne Perdute", che includevano anche Kreon e Tomar-Tu. Con l'aiuto di Jordan e Gardner, le Lanterne Perdute misero fine al pianeta natale dei Manhunters, il pianeta Biot, nel settore spaziale 3601, noto come settore proibito, ritornando poi su Oa. Quindi, riprese i suoi doveri come Lanterna Verde del suo settore.
Durante gli eventi della Guerra contro i Sinestro Corps, Laira e le Lanterne Perdute vennero in aiuto ad Hal Jordan sul pianeta Qward. Il gruppo, però, si divise: Laira, Ke'Haan e Boodikka andarono in cerca di Ion, mentre Hal, Graf Toren, e Tomar-Tu andarono in cerca di John Stewart e Guy Gardner. Il gruppo di Laira, invece di trovare Ion, trovò l'Anti-Monitor, che, in un istante uccise Ke'Haan, ciononostante Laira riuscì lo stesso a trovare Ion e riportarlo su Oa.
Dopo aver evitato l'invasione di Coast City da parte dei Sinestro Corps, Laira visitò la Cripta delle Lanterne Verdi per commemorare la morte di Ke'Haan. Hannu le rivelò l'attrazione che i due provavano a Boodikka, ma spiegò che, prima della sua morte, Ke'Haan rifiutò Laira in quanto aveva una famiglia sul suo pianeta natale. Laira e le Lanterne Perdute si diressero verso il pianeta Varva per mettere la famiglia di Ke'Haan al corrente della sua scomparsa, ma invece li trovarono tutti assassinati per mano della Lanterna Gialla Amon Sur. Il criminale si arrese subito alle Lanterne, così che la notizia delle sue azioni potesse diffondersi. Arrabbiata per ciò, Laira lo uccise. Dopo di ciò, Laira fu presa in custodia su Oa, mentre le Lanterne che erano con lei quando uccise Amon Sur testimoniarono contro di lei. Al termine del processo, Laira fu data in custodia alle nuove Lanterne Alpha, e condannata dai Guardiani, fu trovata colpevole e le fu tolto l'anello del potere.
Dopo il processo, Laira fu trasportata da Hannu sul suo pianeta natale, Jayd. Tuttavia, un anello rosso del potere attaccò la loro astronave e scelse Laira come portatrice, facendo di lei la seconda Lanterna Rossa. Sotto l'influenza della luce rossa, la personalità di Laira degenerò al punto da tramutarla in poco più di una bestia feroce : fu ossessionata dalla vendetta contro Sinestro e mostrando nessun ricordo quando si batté contro Hal Jordan e John Stewart. Durante una schermaglia sul pianeta prigione di Ysmault contro le Lanterne multiple, Hal riuscì a liberare Laira in parte dell'influenza della luce rossa, ma venne uccisa da Sinestro, prima che potesse essere del tutto trasformata in Lanterna Verde. Avendo saputo della sua scomparsa, i Guardiani la videro morire in disgrazia come Lanterna Rossa e la rinnegarono, nonostante le proteste di Jordan.

### La notte più profonda
Durante gli eventi di La notte più profonda, le Lanterne Perdute andarono su Ysmault per recuperare il suo corpo. Mentre tentavano di scacciare le Lanterne Rosse e di ritornare su Oa con la loro ex amica, gli anelli neri del potere scesero sul pianeta per rianimare i corpi dei deceduti e reclutarli così nel Corpo delle Lanterne Nere:uno di questi anelli si attaccò al corpo di Laira, trasformandola in una Lanterna Nera. Laira attaccò Tomar-Tu e Graf Toren, squarciando il petto di Tomar in modo grave. Come Lanterna Nera, Laira sembrò aver mantenuto il suo stato mentale degradato ed animalesco derivante dall'utilizzo dell'anello del potere delle Lanterne Rosse.